# Collix purpurilita
Collix purpurilita är en fjärilsart som beskrevs av Louis Beethoven Prout 1925. Collix purpurilita ingår i släktet Collix och familjen mätare. Inga underarter finns listade i Catalogue of Life.